# Poljska voluharica
Poljska voluharica, tudi poljska ali njivska miš (znanstveno ime Microtus arvalis) je sredne velika voluharica dolžine od 9 do 12 cm z repom dolžine do 4 cm. Teža odrasle živalce doseže od 20 g do 50 g. Kratek kožuh je na hrbtu rjav, na trebuhu pa siv. Ima majhne uhlje in oči in top gobček. Rep je kratko dlakav. Hrani se z zelenimi rastlinami, pozimi pa gloda lubje. Hrani se tudi s pšenico, kruhom, koruzo...
Zaradi kemizacije v kmetijstvu je postala ogrožena v vsej Evropi.